# Ousman Sallah (Leichtathlet)
Ousman Omar Sallah (* 18. Februar 1968 in Gambia) ist ein Leichtathlet aus dem westafrikanischen Staat Gambia, der sich auf den Weitsprung spezialisiert hat.
Ousman Sallah nahm bei den Olympischen Sommerspielen 1996 in Atlanta teil. Er war der Qualifizierungsgruppe B zugeteilt. Seine drei Sprünge waren ungültig und damit konnte er sich nicht für das Finale qualifizieren.